# Medvedeve, Iemilciîne
Medvedeve (în ucraineană Медведеве) este localitatea de reședință a comunei Medvedeve din raionul Iemilciîne, regiunea Jîtomîr, Ucraina.

## Demografie
Componența lingvistică a localității Medvedeve
     Ucraineană (98,78%)
     Rusă (1,22%)
Conform recensământului din 2001, majoritatea populației localității Medvedeve era vorbitoare de ucraineană (98,78%), existând în minoritate și vorbitori de rusă (1,22%).